# Vierumäki (Heinola)
Vierumäki [ˈviɛrumæki] ist eine Ortschaft in der finnischen Gemeinde Heinola. Damit gehört der Ort zur Landschaft Päijät-Häme. Ca. 25 km südlich von Vierumäki befindet sich Lahti. Bekannt ist der Ort vor allem als Austragungsstätte diverser internationaler Turniere im Curling und Eishockey.

## Sport
In Vierumäki befindet sich das Sport Institute of Finland, das als offizielles Trainingszentrum des finnischen Nationalen Olympischen Komitees dient. 

### Curling
- Die Curling-Europameisterschaft 2001 fand in Vierumäki statt.
- Die erste Curling-Mixed-Doubles-Weltmeisterschaft wurde im Jahr 2008 in Vierumäki ausgetragen.
- Vierumäki war Austragungsort der Curling-Weltmeisterschaft 2008 der Senioren.

### Eishockey
- Das Turnier der Eishockey-Weltmeisterschaft der Frauen 2008 in der Division II wurde vom 25. bis 30. März 2008 in Vierumäki ausgetragen.
- Die Endrunde der Eishockey-Weltmeisterschaft der U-18-Juniorinnen 2013 fand hier vom 29. Dezember 2012 bis zum 5. Januar 2013 statt.

Koordinaten: 61° 6′ N, 25° 56′ O